# Conferenze degli Alleati durante la seconda guerra mondiale
Le conferenze degli Alleati durante la seconda guerra mondiale furono una serie di incontri svolti da quei Paesi che si coalizzarono contro le potenze dell'Asse, per stabilire priorità politiche, militari ed economiche da attuare durante il conflitto.

## Conferenze
| Nome                             | Nome in codice | Data                    | Tema/i principale/i |
| -------------------------------- | -------------- | ----------------------- | --- |
| Conferenza angloamericana        | ABC1           | 29/01 - 27/03/1941      | Sulla cooperazione in caso di entrata in guerra degli Stati Uniti d'America                                                       |
| Conferenza dell'Atlantico        | RIVIERA        | 09-12/08/1941           | Firma della Carta Atlantica |
| Prima conferenza di Mosca        | -              | 29/09 - 01/10/1941      | Accordo per il sostegno dell'Unione Sovietica                                                                                     |
| Prima conferenza di Washington   | ARCADIA        | 22/12/1941 - 14/01/1942 | Adozione della strategia Germany first ed elaborazione della Dichiarazione delle Nazioni Unite                                    |
| Seconda conferenza di Washington | -              | 20-25/06/1942           | Sbarco alleato in Nordafrica |
| Seconda conferenza di Mosca      | -              | 12-17/08/1942           | Discussioni circa le ragioni dell'apertura di un secondo fronte in Nordafrica piuttosto che un'immediata invasione della Francia  |
| Incontro di Cherchell            | -              | 23/10/1942              | Accordo tra Alleati e la Resistenza francese ad Algeri circa la neutralizzazione delle forze di Vichy prima dell'operazione Torch |
| Conferenza di Casablanca         | SYMBOL         | 14-24/01/1943           | Sbarco alleato in Italia; adozione del concetto di resa incondizionata per le potenze dell'Asse                                   |
| Terza conferenza di Washington   | TRIDENT        | 12-25/05/1943           | Strategia per Europa e Asia e sbarco in Francia nel maggio 1944                                                                   |
| Prima conferenza di Québec       | QUADRANT       | 17-24/08/1943           | Sulla strategia generale in Asia; scelta della Normandia per lo sbarco                                                            |
| Terza conferenza di Mosca        | -              | 17/10 - 11/11 1943      | Rifiuto delle annessioni tedesche in Europa; decisione di creare un tribunale internazionale; adesione di Stalin all'ONU          |
| Conferenza del Cairo             | SEXTANT        | 23-26/11/1943           | Rifiuto delle annessioni giapponesi                                                                                               |
| Conferenza di Teheran            | EUREKA         | 18/11 - 01/12/1943      | Sbarco nel sud della Francia; URSS si impegna a dichiarare guerra al Giappone; dibattito sulla sorte della Germania               |
| Seconda conferenza del Cairo     | -              | 04-06/12/1943           | Accordi per completare una serie di basi aeree alleate in Turchia                                                                 |
| Conferenza di Bretton Woods      | -              | 1-15/07/1944            | Nuovo ordine economico mondiale; nascita di FMI e IBRD                                                                            |
| Conferenza di Dumbarton Oaks     | -              | 21/08 - 07/10/1944      | Sulla futura nascita e struttura dell'ONU                                                                                         |
| Seconda conferenza di Québec     | OCTAGON        | 12-16/09/1944           | Piano Morgenthau per l'occupazione della Germania                                                                                 |
| Quarta conferenza di Mosca       | -              | 09-19/10/1944           | Accordo Churchill-Stalin sui Balcani                                                                                              |
| Conferenza di Jalta              | ARGONAUT       | 04-11/02/1945           | Data entrata in guerra dell'URSS contro il Giappone; idea sulle 4 zone di occupazione della Germania; composizione dell'ONU       |
| Conferenza di San Francisco      | -              | 25/04 - 26/06/1945      | Nascita dell'ONU |
| Conferenza di Potsdam            | TERMINAL       | 17/07 - 02/08/1945      | Frontiere tedesche e divisione in 4 zone; adozione delle 5D; nessun accordo separato sulle riparazioni; ultimatum al Giappone     |